# Château de Nexon
Construit au XVIIe siècle puis remanié au XIXe siècle, le château de Nexon est aujourd'hui l'hôtel de ville de la commune de Nexon (Haute-Vienne). 
Aux abords du château se trouvent un pigeonnier, des fontaines, une orangerie des écuries, une chapelle privée contenant un tombeau, des garages, un chapiteau chauffé au gaz une maison de retraite. Ces dernières témoignent d'un passé équestre prestigieux avec la présence de haras dès le XVIe siècle, et écuries de chevaux de course. Le domaine est ouvert toute l'année en accès libre.

## Histoire
En 1633, Léonard de Gay acheva de construire le château de Nexon, qui restera pendant 350 ans le fief principal de la famille de Gay de Nexon.
En 1983, la mairie l'acquiert de Ferréol de Nexon, dernier propriétaire privé porteur du titre. Les écuries, derrière l'orangerie, transformées en lieu de stockage pour les services municipaux brûlent en 2015. Elles sont remplacées par des garages. 
La chapelle dans le parc (XIXe siècle) appartient toujours à la famille de Gay de Nexon. La rénovation de cette chapelle privée qui recueille les dépouilles d'une partie de la famille de Nexon.

## Le parc
Le parc du château de Nexon, site classé à l'inventaire des monuments historiques, est un parc paysager d'environ 40 hectares. Il a été créé au milieu du XIXe siècle pour le baron Astolphe de Nexon (1817-1876), par Paul de Lavenne de Choulot, paysagiste.
Le château et le parc sont entièrement clos d'un mur de pierres. Le comte de Choulot a intégré le parc au paysage environnant et à l'activité équestre et agricole du domaine. Il se compose d'une partie paysagère aux abords du château et d'une partie rurale dans la forêt. Il comporte de vastes allées partant du château qui parcourent une vaste zone boisée d'espèces essentiellement indigènes. Les allées sont bordées de rhododendrons et d'azalées. Différents éléments viennent agrémenter le parc : rivière anglaise, cascade avec un étang dans la forêt et rochers.
En 2018 la mairie perce une nouvelle ouverture pour piétons et cavaliers dans le mur d'enceinte. 
Dans ce parc un chapiteau de cirque chauffé au gaz est planté de manière permanente. Un manège couvert pour chevaux est construit avec des matériaux modernes. Un hippodrome dépendait du château sur le site de la Lande. Cet hippodrome est devenu une chasse privée. La piste ne reçoit plus que les véhicules des chasseurs et des tracteurs. Une maison de retraite a été construite dans l'enceinte du parc.